# Trichillurges
Trichillurges (лат.) — род усачей трибы Acanthocinini из подсемейства ламиин.

## Описание
Коренастые жуки с булавовидными бёдрам. От близких групп отличается следующими признаками: переднегрудь с боковым бугорком в задней трети, вершина заостренная и направлена назад; переднеспинка бугристая; центрально-базальный гребень надкрылий приподнят, наверху со щетинками; базальный членик лапки примерно такой же длины, как следующие два вместе.

## Классификация и распространение
Включает 7 видов. Встречаются, в том числе, в Северной и Южной Америке.
- Trichillurges bordoni Monné, 1990[6]
- Trichillurges brasiliensis (Melzer, 1935)
- Trichillurges conspersus Monné, 1990
- Trichillurges maculatus Martins & Monné, 1974
- Trichillurges meridanus Monné, 1990
- Trichillurges olivaceus Monné, 1990
- Trichillurges simplex Martins & Monné, 1974